# Chiesa di Santa Maria Assunta in San Rocco

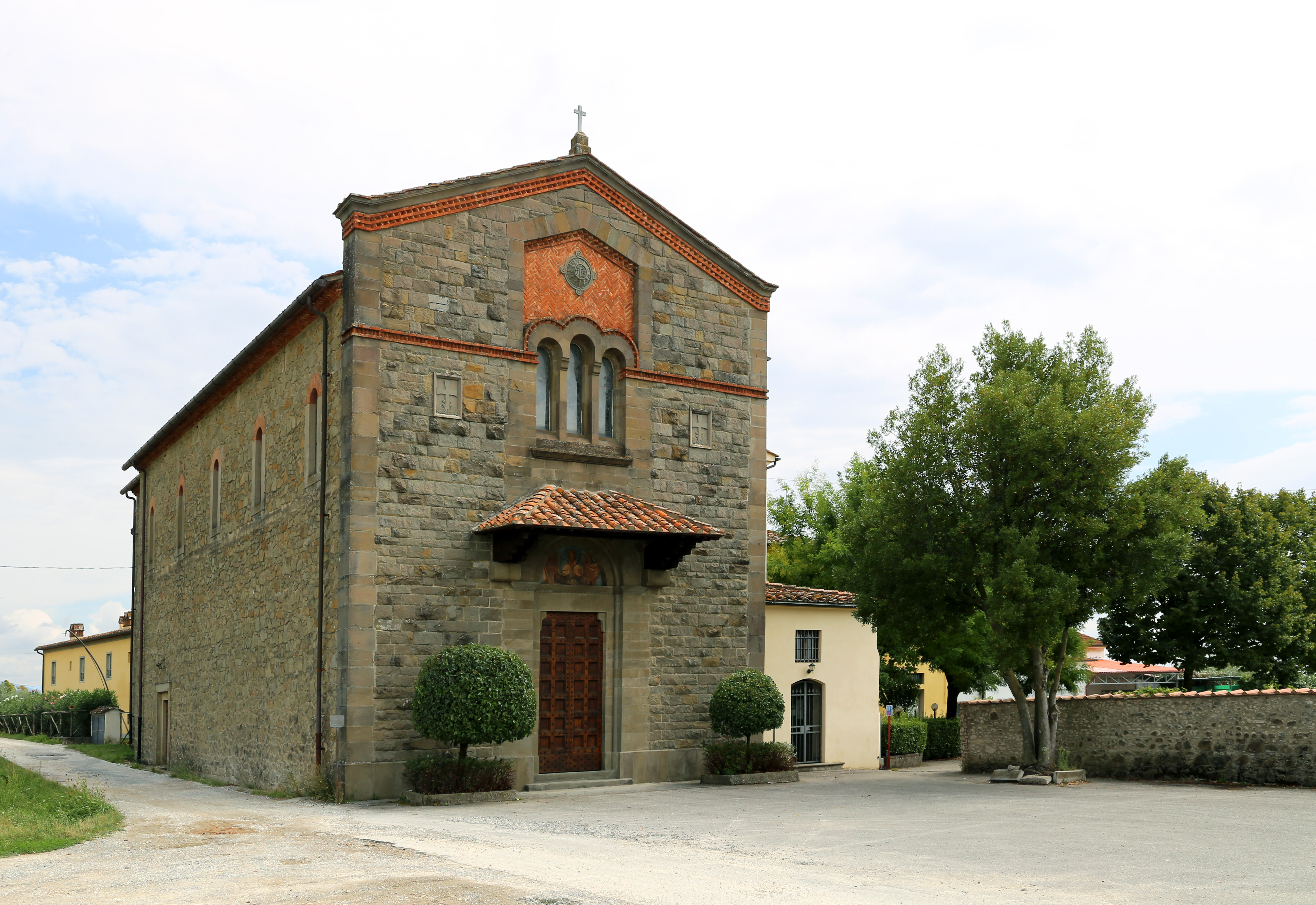
Santa Maria Assunta, Pistoia

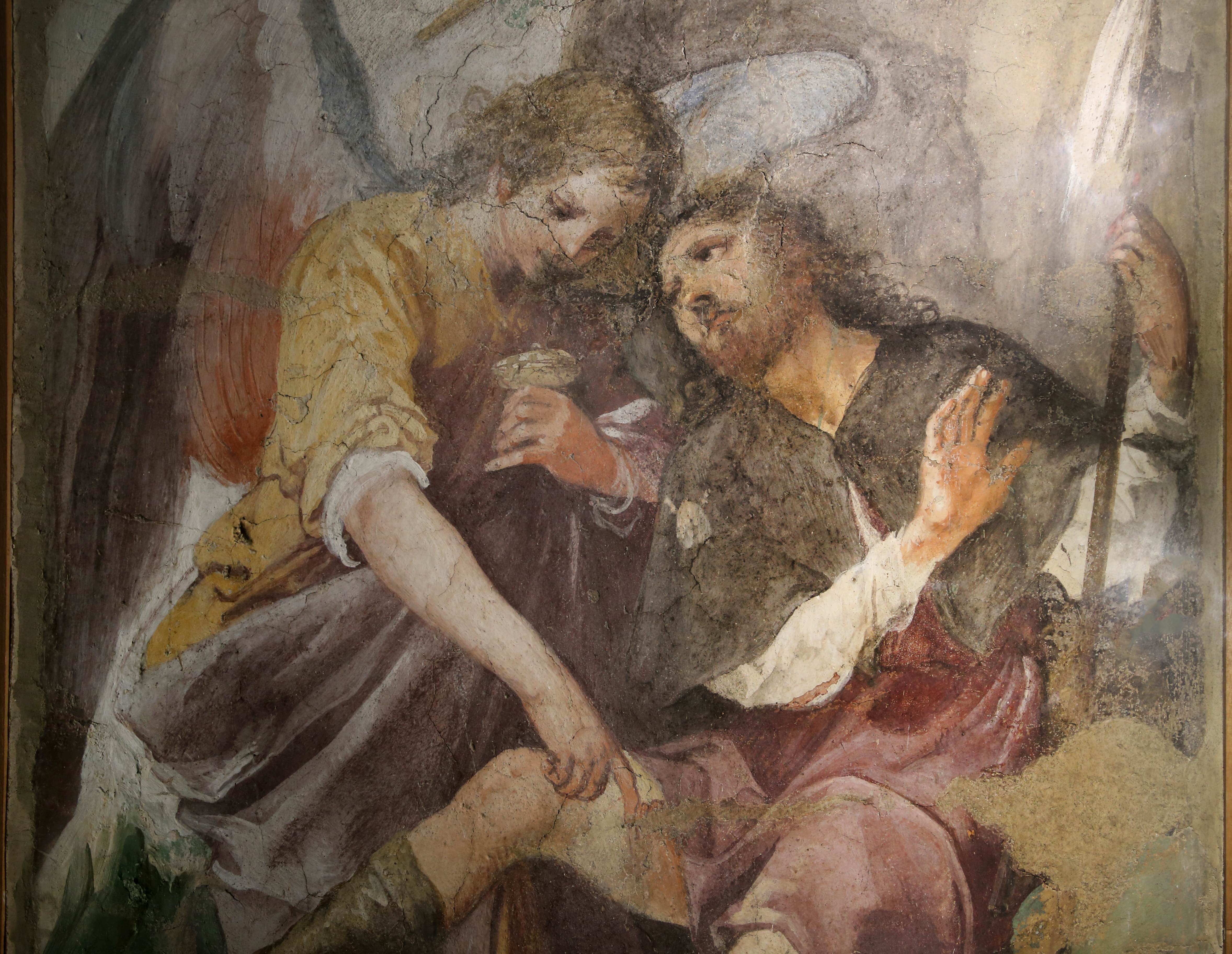
Storia di San Rocco, frammento dell'affresco di Giovanni da San Giovanni (1633 circa), attualmente esposto nella Chiesa di Santa Maria Assunta in San Rocco.

La chiesa di Santa Maria assunta in San Rocco è un complesso di due chiese nella località San Rocco di Pistoia. 
La chiesa maggiore risale agli anni trenta del Novecento e vi sono esposti alcuni affreschi di Giovanni da San Giovanni, che decoravano l'oratorio cinquecentesco poi demolito. La chiesa è affiancata dall'oratorio di San Rocco, un tempo chiesetta settecentesca dedicata a Santa Maria Assunta, in cui sono esposte pale di Pietro Marchesini e di Domenico Rossermini. 

## Storia

### Le due antiche chiese
In epoca altomedioevale nella località di San Rocco si ergevano due chiese romaniche extraurbane: quella di San Michele a Sarlocco e quella di Santa Maria a Quattrocchi, documentate almeno dal 1104. Le due chiese erano separate dall'antico alveo del torrente Bure, il cui vecchio decorso (poi deviato nel 1250 circa) corrisponde all'attuale via delle Sei Arcole e via Bure vecchia nord e sud. La chiesa di San Michele a Sarlocco sorgeva molto probabilmente nel luogo in si trova l'odierna chiesa di Santa Maria Assunta in San Rocco, mentre Santa Maria a Quattrocchi era dall'altra parte del torrente.
Probabilmente di natura privata le due chiese ebbero funzione di parrocchie già dal XIII secolo, venendo incluse tra le chiese suburbane fuori da porta Guidi (che si ergeva in fondo all'attuale ripa del Sale). Dal Quattrocento tuttavia, quella di San Michele a Sarlocco non viene più nominata e molto probabilmente fu abbandonata o soppressa.

### La creazione dell'oratorio
Nel tardo Cinquecento, molto probabilmente come ex voto dei pistoiesi sopravvissuti alla peste del 1541, fu eretto un oratorio dedicato a San Rocco, protettore degli appestati. Non è dato sapere con certezza quando l'oratorio fu costruito: l'arco di tempo spazia tra la visita vescovile di Monsignor Francesco da Gagliano del 1549 (in cui non viene citato negli atti) al 1575, anno in cui il vescovo Ludovico Antinori entrò nell'Oratarium S. Rocchi, tenuto e governato dai figli di Pietro Peraccini da Pistoia.
L'edificio sorse molto probabilmente sui resti o in prossimità dei ruderi dell'ex chiesa di San Michele a Sarlocco: l'assonanza tra l'antico toponimo con il nome di San Rocco fu forse determinante per scegliere il luogo dove far sorgere l'oratorio.

### La soppressione dell'ultima chiesa romanica
Nel XVII secolo l'antica chiesa di Santa Maria a Quattrocchi cadde in disuso a causa di numerosi dissesti, tanto che, nel 1616, il vescovo Del Caccia ne trasferì la sede parrocchiale nell'oratorio di San Rocco. Nel 1680 la chiesa fu definitiva soppressa e sconsacrata, finendo per essere trasformata in una casa colonica, chiamata "Podere della chiesa". Solo nel 1992 la Curia ha venduto la tenuta a privati che ne hanno riportato alla luce alcuni elementi decorativi romanici dell'antica chiesa.

### La creazione della chiesa settecentesca

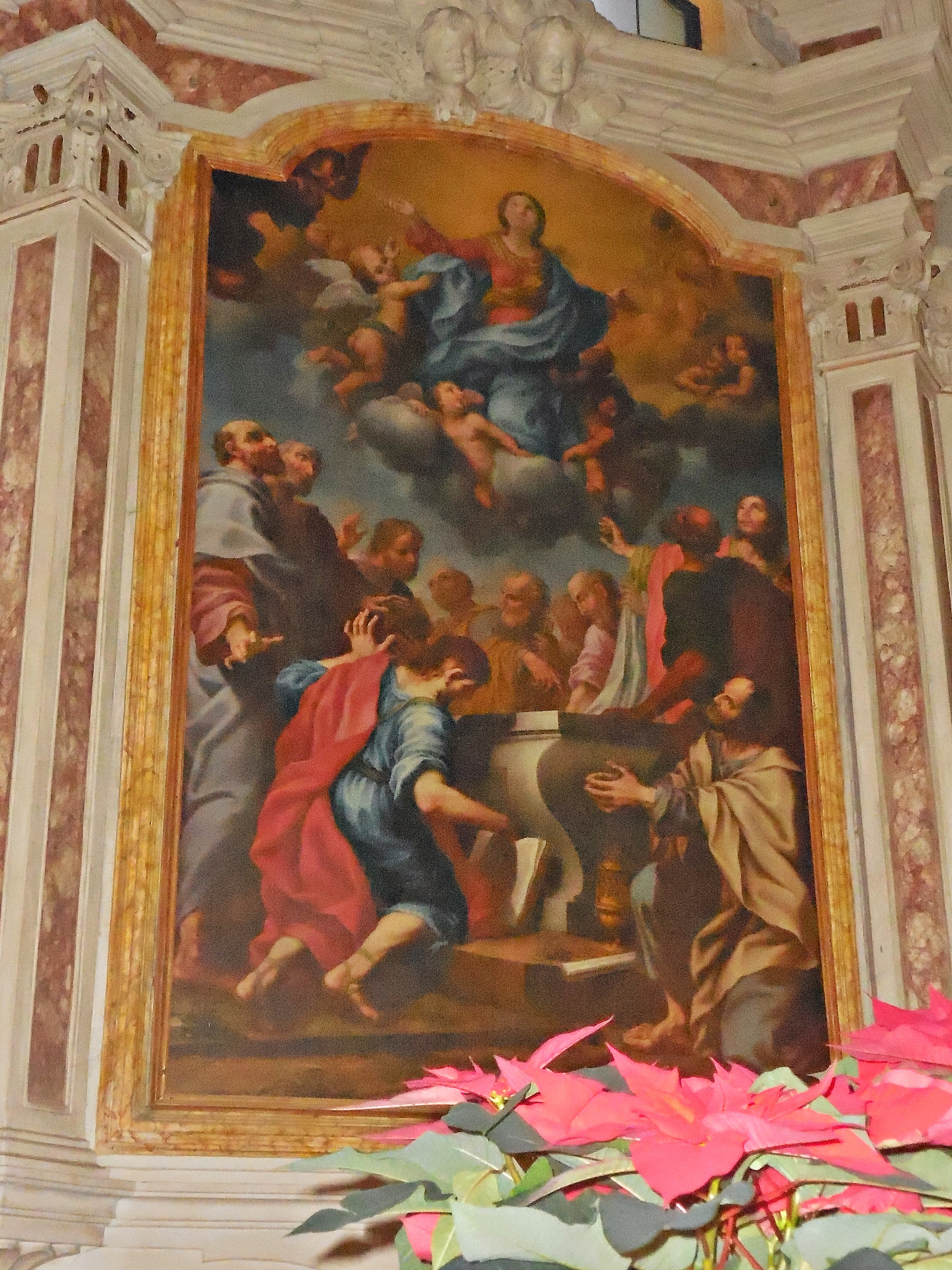
L'Assunzione di Maria, tela di Pietro Marchesini.

L'oratorio nel quale era stata trasferita la sede parrocchiale crebbe di prestigio, essendo meta di pellegrinaggi per tutto il XVII secolo, venendo pure adornato da affreschi di Giovanni da San Giovanni, la cui commissione fu ordinta dalla famiglia Rospigliosi, proprietaria della vicina villa di Santa Cristina.
Nel Settecento, a fianco dell'oratorio cinquecentesco fu eretta una nuova piccola chiesa intitola a Santa Maria Assunta. Ad aula unica, a pianta rettangolare, la chiesetta è coperta da volte a crociera e completamente decorata con stucchi rococò, che caratterizzano pure le lunette (affrescate con scene della vita della Vergine Maria, opere attribuite a Battista Lucchini) e le sovrapporte. Dietro l'altare è presente invece una tela opera di Pietro Marchesini raffigurante l'assunzione di Maria.

### La costruzione della chiesa novecentesca
Caduto ormai in disuso, l'antico oratorio di San Rocco fu demolito negli anni 30 del Novecento e al suo posto fu edificata l'attuale chiesa di Santa Maria Assunta in San Rocco su progetto dell'architetto Raffaello Franci, consacrata l'11 agosto 1934. Il titolo di "oratorio di San Rocco" passò alla piccola chiesa settecentesca. Gli affreschi di Giovanni da San Giovanni furono salvati e sono esposti in parte nella chiesa novecentesca e in parte nel museo civico cittadino.

## Galleria d'immagini

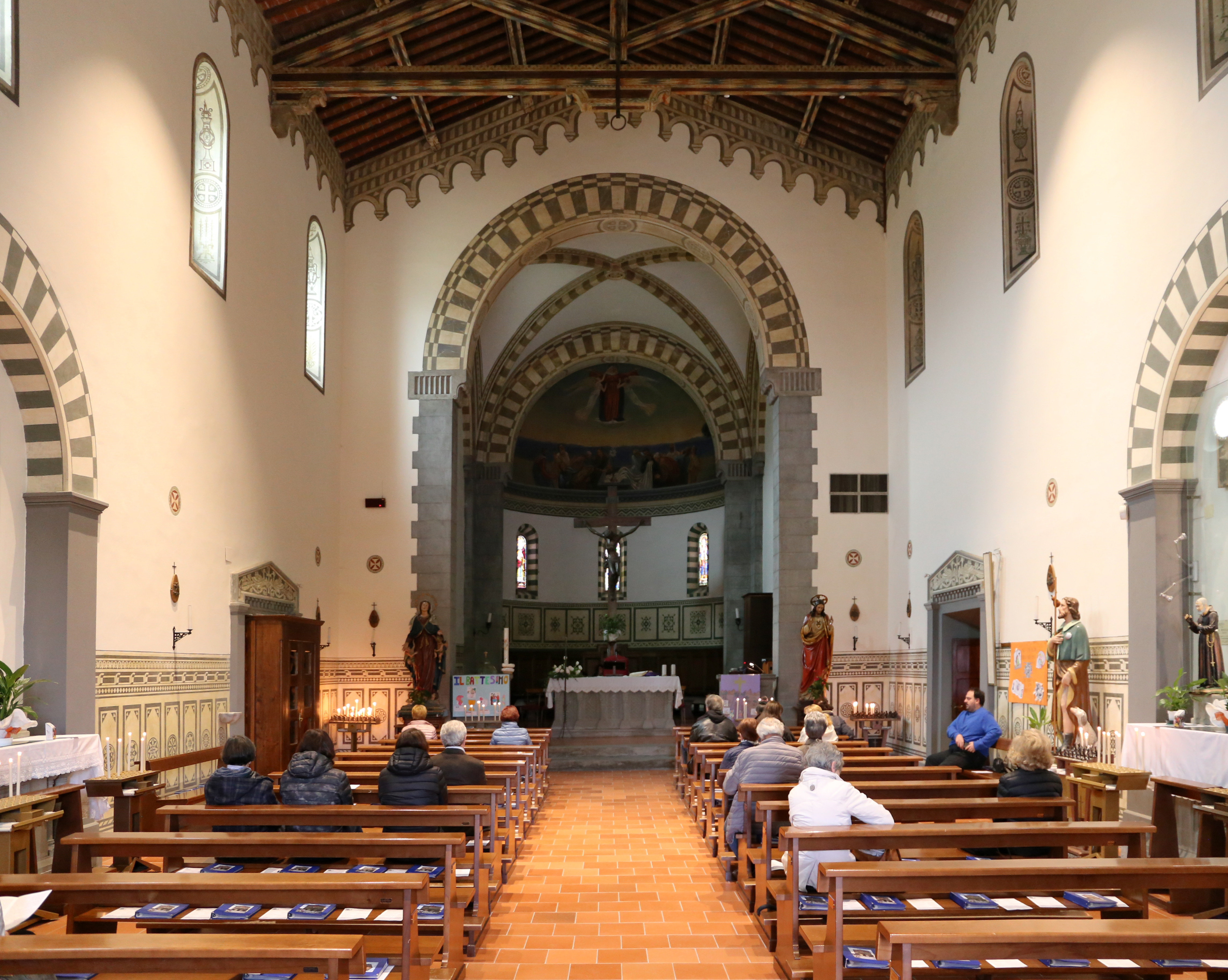
Santa Maria Assunta
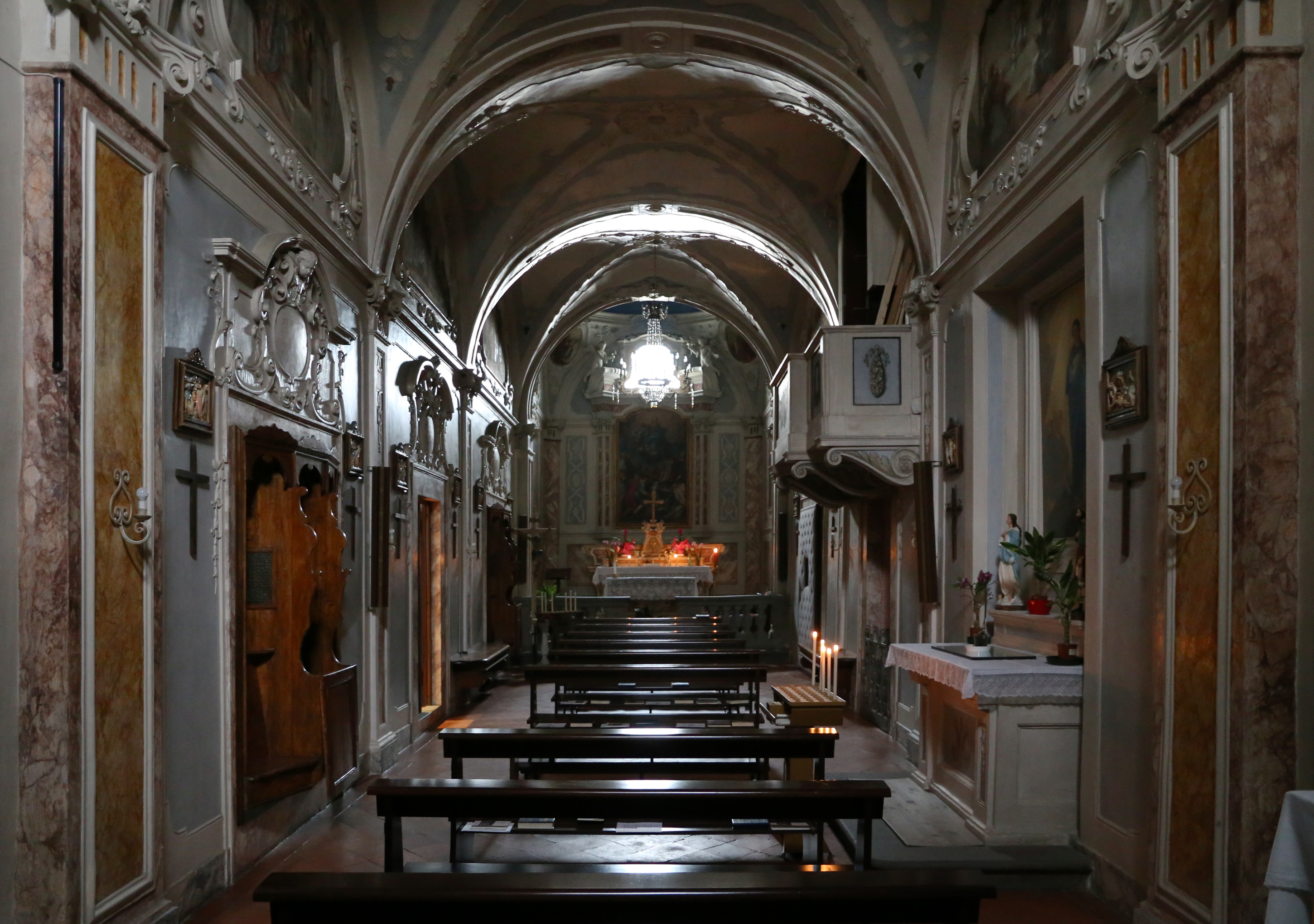
San Rocco